# Port lotniczy Bastia-Poretta
Port lotniczy Bastia-Poretta (IATA: BIA, ICAO: LFKB) – port lotniczy położony około 20 km na południe od Bastii, w regionie Korsyka, we Francji.

## Statystyki
Zobacz zapytanie i odniesienia źródłowe Wikidata o wartości.

## Linie lotnicze i połączenia
| Linia lotnicza        | Kierunek |
| --------------------- | --- |
| Air Corsica           | 1. Lyon 2. Marsylia 3. Nicea 4. Paryż-Orly Sezonowo: 1. Bruksela-Charleroi 2. Dole 3. Tulon                                                     |
| Air France            | 1. Paryż-Orly Sezonowo: 1. Clermont-Ferrand 2. Paryż-Charles de Gaulle 3. Rennes                                                                |
| British Airways       | Sezonowo: 1. Londyn-Heathrow |
| EasyJet               | Sezonowo: 1. / Bazylea/Miluza/Fryburg 2. Bordeaux 3. Genewa 4. Lizbona 5. Londyn-Gatwick 6. Lyon 7. Nantes 8. Paryż-Charles de Gaulle 9. Tuluza |
| Eurowings             | Sezonowo: 1. Berlin 2. Düsseldorf 3. Stuttgart                                                                                                  |
| Lübeck Air            | Sezonowo: 1. Lubeka |
| Lufthansa             | Sezonowo: 1. Frankfurt 2. Monachium |
| Luxair                | Sezonowo: 1. Luksemburg |
| Norwegian Air Shuttle | Sezonowo: 1. Kopenhaga 2. Sztokholm-Arlanda |
| Transavia             | Sezonowo: 1. Brest-Bretagne 2. Göteborg 3. Rotterdam/Haga                                                                                       |
| Volotea               | Sezonowo: 1. Brest-Bretagne 2. Bordeaux 3. Caen 4. Lille 5. Lyon 6. Montpellier 7. Nantes 8. Strasburg 9. Tuluza                                |